# Llengües xukuruanes

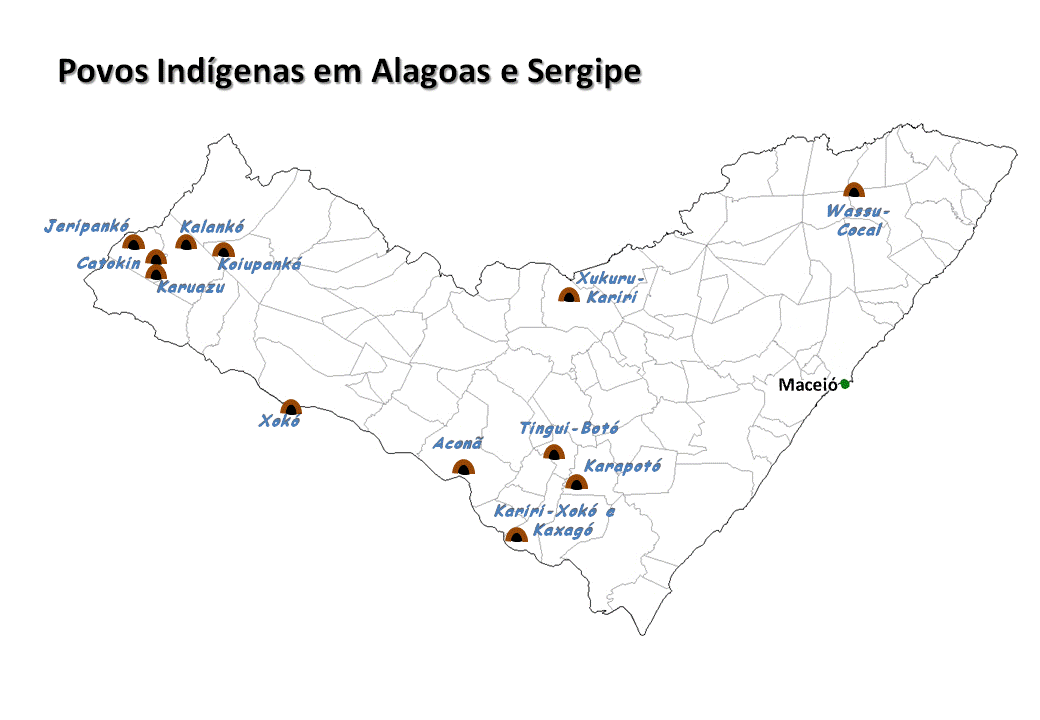
Mapa de territoris indígenes als estats d'Alagoas i Sergipe, Brasil

Les llengües xukuruanes són una família lingüística proposada per Loukotka (1968) que uneix dues llengües extingides i poc certificades de l'est del Brasil. Les llengües són:
- Xukurú
- Paratió

Loutkotka (1968) també llista el no verificat Garañun (Garanhun), una llengua extingida i indocumentada que es va parlar una vegada a la Serra dos Garanhuns.

## Vocabulari
Loukotka (1968) llista els següents ítems bàsics de vocabulari per a xhukurú i paratió.
| glossa | Xukurú    | Paratió  |
| ------ | --------- | -------- |
| orella | bandulák  | bolúdo   |
| dent   | chilodé   | vovó     |
| home   | sheñupre  | sheñup   |
| sol    | kiá       | kiá      |
| lluna  | klariːmon | limolago |
| terra  | krashishi |          |
| tabac  | mãzyé     | mazyaː   |

### Pompeu (1958)
Aquestes llistes de paraules de les varietats lingüístiques de la Serra do Urubá (també coneguda com la Serra do Arorobá o Serra do Ororubá, situades al municipi de Pesqueira (Pernambuco) són reproduït a partir de Pompeu Sobrinho (1958).
A continuació es mostra un vocabulari recollit per Domingos Cruz a Pesqueira (Pernambuco) del seu informant Rodrigues de Mendonça, que era originari de Serra do Ororubá:
| Portuguès (original)     | Anglès (traduït)            | "Serra do Urubá" |
| ------------------------ | --------------------------- | ---------------- |
| cabeça                   | head                        | kreká, kri, ká   |
| cabeça de vaca           | cow head                    | kreká memêngo    |
| chapéu                   | hat                         | kriákugo, kriá   |
| chuva                    | rain                        | kraxixi          |
| comida                   | food                        | kringó           |
| comida boa               | good food                   | kringó konengo   |
| cachaça                  | cachaça (liquor)            | irínka           |
| bom, boa                 | good                        | konengo          |
| chefe, mais velho        | boss, older                 | taióp            |
| deus                     | God                         | tupá             |
| faca grande              | big knife                   | xaníko           |
| faca pequena             | small knife                 | saquarék         |
| homem                    | man                         | xiakrók          |
| homem branco             | white man                   | karé             |
| homem índio              | Indian man                  | xenunpe          |
| homem defeituoso         | deformed man                | jajú             |
| fome                     | hunger                      | xurák            |
| inimigo                  | enemy                       | aredirí          |
| ir embora                | go away                     | nuntógo          |
| mulher                   | woman                       | krippó           |
| milho                    | corn                        | xigó             |
| nevoeiro                 | fog                         | batukin          |
| lua                      | moon                        | limolago         |
| sol                      | sun                         | oraci            |
| pedra                    | stone                       | krá              |
| pedra (em cima da terra) | stone (on top of the earth) | krá xixí         |
| pé                       | foot                        | poiá             |
| defeito                  | defect                      | guxú             |
| pé defeituoso            | defective foot              | poiá guxú        |
| ruim                     | bad                         | aguá, pigó       |
| homem branco ruim        | bad white man               | karé aguá        |
| homem branco bom         | good white man              | karé konengo     |
| O inimigo vem aí.        | The enemy is coming.        | arediri arediri  |